# Mannix
Mannix ist eine US-amerikanische Krimiserie, die von Paramount Television (anfänglich Desilu Productions) für CBS produziert wurde. Zwischen 1967 und 1975 entstanden 194 Episoden zu je 48 Minuten, verteilt auf acht Staffeln.

## Hintergrund
Die Hauptrolle als armenisch-US-amerikanischer Privatdetektiv Joe Mannix spielte Mike Connors. In der ersten Staffel ist er bei der Detektei Intertect unter der Leitung von Lew Wickersham (Joseph Campanella) angestellt, ab der zweiten Staffel arbeitet Mannix selbständig. Unterstützung erhält er dabei von seiner Sekretärin Peggy Fair (Gail Fisher).
Zu den Gastdarstellern gehörten Tom Skerritt, Sheree North, Barry Sullivan, Cloris Leachman, Loretta Swit, Adam West, Darren McGavin, Martin Sheen, Fionnula Flanagan, Kim Hunter, Robert Loggia, Diana Muldaur, Madlyn Rhue, William Shatner, Anthony Zerbe und Susan Howard.
Die Serie galt als Stilikone ihrer Ära und wurde zweimal für den Emmy nominiert sowie viermal für den Golden Globe, den sie einmal gewann.
Die Kennmelodie komponierte Lalo Schifrin.
Im deutschen Fernsehen zeigte die ARD von 1969 bis 1973 insgesamt 47 Folgen. Die restlichen 147 Episoden liefen erst von 1989 bis 1995 auf Pro 7 und dem Kabelkanal in deutscher Erstausstrahlung.